# Saint-Beauzély
 Saint-Beauzély  (en occitano Sent Bausèli) es una comuna y población de Francia, en la región de Mediodía-Pirineos, departamento de Aveyron, en el distrito de Millau. Es el chef-lieu del cantón de su nombre.
Está integrada en la Communauté de communes du Tarn et de la Muse.

## Geografía
Se encuentra a 20km al noroeste de Millau, a orillas del río Muze.

## Demografía
| 593 | 483 | 494 | 439 | 408 | 422 | 487 | 525 |
| Para los censos de 1962 a 1999 la población legal corresponde a la población sin duplicidades (Fuente: INSEE [Consultar]) |     |     |     |     |     |     |     |

## Lugares de interés
- El Musée du Rouergue, instalado en el castillo Saint Beauzély, dedicado a la vida rural
- El priorato de Comberoumal.